# Ліам Паро
Ліам Паро (англ. Liam Paro; 16 квітня 1996) — австралійський професійний боксер, чемпіон світу за версією IBF (2024) у першій напівсередній вазі.

## Професіональна кар'єра
В юнацькому віці Ліам захоплювався регбі і грав за команду свого міста «North Mackay Magpies» у місцевих юніорських змаганнях, але з 14 років зосередився на боксерській кар'єрі. У віці 20 років регулярно тренувався у Брісбені поруч з майбутнім чемпіоном світу Джеффом Горном напередодні його монументальної перемоги над легендарним філіппінським боксером Менні Пакьяо.
2016 року дебютував на профірингу. В своєму тринадцятому поєдинку 17 березня 2018 року завоював вакантний титул чемпіона Австралії у першій напівсередній вазі. В наступному поєдинку 19 травня 2018 року завоював вакантний титул WBO Youth.
16 лютого 2019 року завоював новоутворений титул WBO Global. 8 червня 2019 року в бою проти до того непереможного Фатіха Келеша (Туреччина) захистив титул WBO Global і завоював вакантний титул IBF International у першій напівсередній вазі.
Здобувши після цього сім перемог поспіль, шість з яких були захистами титулів, 15 червня 2024 року вийшов на бій проти чемпіона світу за версією IBF у першій напівсередній вазі Сабріеля Матіаса (Пуерто-Рико) і сенсаційно переміг грізного суперника одностайним рішенням.
В першому захисті 7 грудня 2024 року втратив титул, програвши американцю Річардсону Гітчинсу.